# مسرشميت مي 321
مسرشميت مي 321 Gigant طائرة شراعية ألمانية كبيرة تم تطويرها واستخدامها خلال الحرب العالمية الثانية. تم تصميم مي 321 لدعم الغزوات على نطاق واسع، وشهدت استخدامًا محدودًا جدًا بسبب قلة توفر طائرات السحب المناسبة، وضعفها الشديد أثناء الطيران، سواء في القاعدة أو في مواقع الهبوط. تم تطوير مي 321، على مراحل، إلى مسرشميت مي 323 جاينت سداسي المحركات، والتي أزالت بعض مشاكل التعامل مع الأرض، لكن التعرض للنيران الأرضية والهجمات الجوية ظلت مشكلة مستمرة. 

## تطوير
وخلال الاستعدادات لغزو محتمل لبريطانيا خلال الحرب العالمية الثانية ( عملية أسد البحر ) أصبح من الواضح للوفتفافه أن هناك حاجة إلى طائرة أكبر وحاملة طائرات لحمل القوات، يونكرز يو 52. 